# Ханча
Ханча́ (кор. 한자?, 漢字?, [hɐːn.t͈͡ɕɐ]) — китайские иероглифы, используемые в контексте письменности корейского языка. Это корейское прочтение китайского слова ханьцзы.
Ханча используется только для записи слов китайского происхождения (которые составляют примерно половину лексики корейского языка). Использование ханчи факультативно — любые слова можно записать и хангылем (при этом длина слова на письме не меняется при замене хангыля на ханчу, и наоборот). Однако поскольку ханча сильно омофонична (то есть одинаковому звучанию могут соответствовать многие разные иероглифы), то при замене ханчи на хангыль смысл может совершенно теряться.
В Южной Корее ханча используется редко — в основном в научной литературе и в газетах. В прочей литературе ханчу практически не используют, и обычно их приводят в скобках после записи слова хангылем там, где может возникнуть неоднозначность.
В Северной Корее ханча практически вышла из употребления.
В словарях корейского языка иероглифическое написание обязательно указывается для всех слов китайского происхождения.
В более узком смысле «ханча» обозначает иероглифы, которые были заимствованы из китайского языка в корейский, с корейским произношением. Ханча-маль или ханчао означает слова, которые могут быть написаны с помощью ханчи, а ханмун (кор. 한문, кит. 漢文) — это классический китайский язык. Так как ханчу никогда не упрощали централизованно, её знаки в большинстве случаев идентичны традиционным китайским и японским иероглифам. Очень малое число знаков ханчи имеют скорописные формы или уникальны для корейского языка. Для сравнения, многие китайские иероглифы, находящиеся в ходу в Японии и в материковом Китае, были упрощены и содержат меньше черт, чем ханча.
Корейцы изобрели фонетический алфавит хангыль в 1440-х годах, однако им почти не пользовались до конца XIX века. Подавляющее большинство произведений корейской литературы и большинство исторических документов написаны на древнекитайском языке (ханмун) при помощи ханчи. В XXI веке ханча играет другую роль: только будущие учёные, которые хотят специализироваться на корейской истории, учат их для того, чтобы читать документы. Для простых корейцев знать несколько десятков знаков ханчи — очень полезно для понимания значений слов, которые когда-то записывались иероглифами. Ханча не используется для записи исконно корейских слов, и даже корейские слова китайского происхождения — ханчао (кор. 한자어?, 漢字語?) — обычно записываются хангылем.

## История
Важным толчком для популяризации ханча в Корее стало распространение буддизма. Тем не менее первый текст, написанный с помощью ханча, был не религиозным: им стал мнемонический текст Тысячесловие.
Корейцам нужно было учить классический китайский, чтобы считаться грамотными, но со временем появились системы фонетической транскрипции корейского языка иероглифами (собирательное название — иду).
Один из способов транскрипции — кугёль — принципиально аналогичен японскому современному «смешанному письму» — корень слова записывается иероглифом по смыслу, а остальная часть — фонетически. К примеру, слово «хани» (하니, делает) записывается кугёлем как 爲尼. Корень ха- «делать» записан по смыслу синонимичным иероглифом 爲, а кит. 尼 ни использован фонетически.
Ханча были единственной письменностью корейского языка, пока король Седжон не собрал консилиум учёных для изобретения хангыля в 1443 году, который был опубликован в 1446 году. Тем не менее подавляющее большинство грамотных корейцев продолжало писать иероглифами. Хангыль заменил ханча только в начале XX века.
В Северной Корее использование ханча было официально прекращено в июне 1949 года (также произошёл переход к горизонтальному письму вместо старого вертикального). Кроме того, многие заимствованные слова были заменены на исконно корейские и изобретённые в Северной Корее. Тем не менее с помощью ханча в новых словарях, опубликованных в КНДР, записывают этимологию китайских заимствований.

## Ымхун (звучание и значение)
Аналогично китайским и японским иероглифам, ханча имеет ым (кор. 음?, 音?) и хун (кор. 훈?, 訓?):
- ым — это звучание иероглифа, иероглифы с одинаковым ым являются омофонами;
- хун — это значение иероглифа, иероглифы с одинаковым хун являются синонимами.

## Обучение
Обучение ханча начинается в последнем, шестом, классе начальной школы в рамках изучения родного языка. Отдельным предметом ханча изучают в школе второй ступени и старшей школе, то есть на 7–9 и 10–12 годах обучения. Количество изучаемых иероглифов — 1800 штук (900 в школе второй ступени и 900 в старшей школе). Дальнейшее изучение ханча идёт в некоторых гуманитарных университетах.
Хотя ханча были выведены из употребления в Северной Корее вскоре после получения независимости, число изучающихся в школе знаков превышает южнокорейские 1800. Ким Ир Сен призывал к постепенному полному отказу от ханча, но к 1960-м его точка зрения изменилась: в 1966 году он говорил: «Хотя нужно стараться использовать самое малое число китайских заимствований, учащиеся должны получить сведения о требуемых китайских иероглифах и быть обучены их написанию». В результате северокорейские школьники получили учебники ханча для использования в 5—9 классах, содержащие 1500 знаков, а ещё 500 изучают в старшей школе. В колледжах студентам преподают ещё тысячу, что в сумме даёт 3000.

## Современное использование ханча
Ханча используются для прояснения смысла слова (в случае, если при записи фонетическим письмом, хангылем, возможны разночтения из-за омофонии), а также в заголовках газет, рекламе, знаках (например, ханча были написаны на растяжках на похоронах моряков с затонувшего корвета «Чхонан»).

### Ханча в печати
В Южной Корее ханча обычно используются в академической литературе. В художественной литературе и журналах ханча встречаются значительно реже и обычно сопровождается чтением на хангыле. Кроме того, с помощью ханча часто пишут заголовки газет, во избежание двусмысленности. В публикациях имена и фамилии также часто приводят в ханча в скобках, рядом с записью хангылем. В Северной Корее ханча были полностью вытеснены из всех сфер употребления, в том числе из научной литературы. Ханча используются в декоративных и рекламных целях, её часто можно видеть на спортивных фестивалях и парадах, в словарях и атласах. К примеру, ханча «辛» (신 син, кислый/острый) можно видеть на упаковках лапши быстрого приготовления Shin Ramyun.

### Ханча в словарях
В современных словарях все слова записываются хангылем, а ханча приводятся рядом с названием словарной статьи, в скобках. Эта практика позволяет избегать неоднозначностей и служит краткой этимологией.
Примером возможного появления неоднозначности может служить запись кор. 수도 (судо):
1. 修道 — духовная дисциплина
2. 受渡 — приём и выдача
3. 囚徒 — заключённый
4. 水都 — «город на воде» (например, Венеция или Гонконг)
5. 水稻 — рис
6. 水道 — утечка
7. 隧道 — тоннель
8. 水道 — реки, водный путь
9. 首都 — столица
10. 手刀 — перочинный нож

Существуют словари ханча (Чаджон — кор. 자전?, 字典?, Окпхён — кор. 옥편?, 玉篇?), в них иероглифы располагаются в порядке ключей (см. Иероглифический словарь).

### Ханча в личных именах
Корейские личные имена обычно основаны на ханча, хотя существует ряд исключений. На визитках ханча постепенно перестают использоваться, большинство пожилых корейцев пишут своё имя на визитках с помощью ханча, а большинство молодых — хангылем. Корейское имя обычно состоит из односложной фамилии (кор. 성?, 姓? сонъ) и двусложного личного имени (ирым, 이름). Существует несколько двусложных фамилий (например, Намгунъ, кор. 남궁?, 南宮?). Обычно все родные братья и все родные сёстры в семье имеют общий компонент имени, однако в XXI веке набирают популярность имена из неделимых слов исконно корейского происхождения, например, ханыль, «небо» и исыль, «утренняя роса»). Тем не менее в официальных документах ханча по возможности указывают.

### Ханча в топонимах
Благодаря попыткам стандартизации в период Корё и Чосон исконно корейским топонимам часто присваивались иероглифы; самое известное исключение — Сеул (кор. 서울?, 首爾? соуль буквально «столица»). Двусложные названия железных дорог, провинций и шоссе обычно образуются из названий начального пункта и пункта назначения; для Сеула используется ханча кён (кор. 경?, 京?, «столица»).
- Кёнбу (кор. 경부?, 京釜?) соединяет Сеул и Пусан;
- Кёнъин (кор. 경인?, 京仁?) соединяет Сеул и Инчхон;
- Старая провинция Чолладо (кор. 전라?, 全羅?) называется по городам Чонджу (кор. 전주?, 全州?) и Наджу (кор. 나주?, 羅州?) (по правилам чтения сочетание «л» и «н» читается как «лл»).

Большинство корейских географических атласов публикуется в двух вариантах: с хангылем и с ханча. Знаки на станциях метро и железной дороги содержат ханча и хангыль, а также новую романизацию.

### Использование ханча

#### Современное использование
Опросы, проводимые в Южной Корее, показали, что ханча вызывали как положительные, так и отрицательные отзывы. После того, как в 1980-х изучение ханча было перенесено в старшие классы школы, её использование резко сократилось. Исследование 1956 года показало, что тексты, написанные смешанным письмом, читаются быстрее; однако в 1977 году аналогичное исследование показало противоположные результаты В 1988 году 80 % опрошенных, не имевших высшего образования, показали неспособность читать ханча, за исключением самых простых знаков.
Ханча используются в каллиграфии и смежных искусствах вроде хёкпхильхва, а также для обозначения фигур в игре чанги.

## Корейские знаки
Некоторое количество знаков было придумано в Корее. Большинство из них использовалось для записи имён собственных, некоторые означают специфические корейские понятия и предметы: 畓 (논 답; нон тап; «заливное поле»), 乭 (Толь, используется только в личных именах), 㸴 (Со, редкое отчество из Сонджу), 怾 (Ки, старое название Кымгансана). Примерами могут также выступать знаки 媤 (시 си), 曺 (조 чо), 㕦/夻 (화 хва), 巭 (부 пу), 娚 (남 нам), 頉 (탈 тхаль), 䭏 (편 пхён), а также 哛 (뿐 ппун).
Аналогичный пласт иероглифов в японском — кокудзи — был более развит; кокудзи часто присваивали местным японским растениям и животным.

### Якча
Некоторые ханча имеют упрощённые формы, которые называются якча (кор. 약자?, 略字?). Они используются в скорописи.

## Произношение
Каждый знак ханча произносится одним слогом и соответствует одному слогу хангыля. Произношение ханча не аналогично произношению иероглифов в современном литературном китайском языке, однако в некоторых китайских языках произношение похоже на корейское. К примеру, слово 印刷 (печатать) произносится «иньшуа» на севернокитайском, «инсвэ» на корейском, но «инсуэ» в шанхайском диалекте языка у. Произношение ханча более консервативно, чем в центральных и северных китайских языках, к примеру, в ханча сохранились губные согласные в качестве терминали в слогах, где начальный согласный также губной, к примеру, в 法 (법 поп) и 凡 (범 пом); В среднекитайском языке эти терминали присутствовали, но в современных центральных и северных диалектах они уже не встречаются.
Из-за изменений в фонетике корейского языка иногда произношение ханча сильно отличается от соответствующего ханьцзы, к примеру, знак 女 («женщина») читается nǚ (нюй) на севернокитайском и нё (녀) в корейском, однако в южнокорейских диалектах начальный «н» перед йотированными (е, ё, ю, я, и) выпадает; знак 女 произносится там как ё (여).
Кроме того, производное от ханча слово может претерпевать изменения: «могва» (кор. 모과?, 木瓜?), «айва», происходит от мокква (목과), а моран (кор. 모란?, 牡丹?), пион древовидный — от моктан (목단).

### Учебники и самоучители
- Hanja: Handbuch der chinesischen Schriftzeichen in der koreanischen Sprache (нем.). — Hetzer Verlag, 2017. — 424 S. — ISBN 9783981128734.
- Когай, Юрий Петрович. Корейская иероглифика. — Астана, 2016.
- Болтач, Юлия Владимировна. Ханмун. Вводный курс 漢文入門. — Санкт-Петербург: Гиперион, 2013. — 336 с. — ISBN 978-5-89332-210-1.
- Пакулова, Ярослава Евгеньевна. Учебник по иероглифике для изучающих корейский язык. — Москва: Восток, 2005. — 206 с. — ISBN 5-478-00081-7.
- Cho, Choon-Hak; Sohn Yeon-Ja; Yang Heisoon. Korean Reader for Chinese Characters (англ.). — Москва: University of Hawai'i Press, 2002. — 393 p. — ISBN 0-8248-2499-7.
- Пакулова, Ярослава Евгеньевна; Новикова, Татьяна Александровна. Китайские иероглафы в корейском языке. — Москва: Муравей, 2001. — 131 с. — ISBN 5-8463-0056-1.
- Li, Jin-meiung; Jo, Han-kyoung; Han, Chang-su. Dictionnaire des Caractères Sino-Coréens (фр.). — Париж: Pour l'Analyse du Folklore, 1993. — 393 p. — ISBN 0-985-8555-9.

### Научные статьи
- Гурьянова, Дарья Дмитриевна; Канаматова, Любовь Робертовна. Использование Ханча в современной Корее // Корееведение в России: направление и развитие : Научный журнал. — 2021. — Т. 2. — С. 13—17.
- Сухинин, Валерий Евгеньевич. Иероглифическая письменность в современной Корее // Иероглифическая письменность в современной Корее : Научный журнал. — Московский государственный институт международных отношений (университет) МИД России, 2020. — Т. 2. — С. 116-124.
- Карамова, Юлия Юрисовна. Иероглифика в корейском языке // Казанский лингвистический журнал : Научный журнал. — Казань, 2019. — Т. 2. — С. 49—52.
- Каримова Р. Китайские иероглифы в корейском языке // Казанский вестник молодых учёных : Научный журнал. — 2018. — Т. 2.
- Brown, R.A. Korean Sociolinguistic Attitudes in Japanese Comparative Perspective (англ.) // Journal of Asia Pacific Communication : Научный журнал. — 1990. — Vol. 1. — P. 117—134.

### Общая литература
- DeFrancis, John. The Chinese Language: Fact and Fantasy (англ.). — Honolulu: University of Hawaii Press, 1990. — ISBN 0-8248-1068-6.
- Hannas, William. C. Asia's Orthographic Dilemma (англ.). — Honolulu: University of Hawaii Press, 1997. — ISBN 0-8248-1892-X (paperback); ISBN 0-8248-1842-3 (hardcover).
- Hannas, William. C. The Writing on the Wall: How Asian Orthography Curbs Creativity (англ.). — Philadelphia: University of Pennsylvania Press, 2003. — ISBN 0-8122-3711-0.
- Taylor, Insup; Taylor, M. Martin. The psychology of reading (англ.). — New York: Academic Press, 1983. — ISBN 0-12-684080-6.

### Словари
- Ханча-Корейский Словарь от поисковой системы Naver  (кор.)
- Ханча-Корейский Словарь от поисковой системы Daum  (кор.)
- Ханча-Корейский Словарь от Чонмаль  (кор.)

### Чтение и практика
- Короткие уроки Ханчи от газеты Чосон ильбо  (кор.)
- Библиотека новостей (с ханчой) от поисковой системы Naver  (кор.)
- Рассказы: Путешествия с ханчой  (кор.)